# Islam des Lumières
« Islam des Lumières » est une expression désignant un islam libéral et progressiste. Elle est apparue en France au milieu des années 1990 pour imaginer un islam compatible avec les valeurs de la République française,,. Elle est aussi utilisée par certains auteurs, avec une portée historiographique, pour désigner des pratiques islamiques antérieures,.

## Histoire

### Origine et signification
L'expression « islam des Lumières » a été popularisée par l'anthropologue franco-algérien Malek Chebel notamment dans son ouvrage Manifeste pour un islam des Lumières. 27 propositions pour réformer l'islam publié en 2004, bien qu'il n'en soit pas l'inventeur. En effet, elle a été employée un an avant la parution du Manifeste par un auteur égyptien. Elle est utilisée aussi par le Marocain Abdou Filaly-Ansari, dès 1996, dans sa revue Prologues.
Cette formule fait clairement référence à la philosophie du siècle des Lumières en Occident, caractérisée par la mise en valeur de la raison et de l'usage de la réflexion critique. Mais elle a pour but de rappeler aussi le rôle de la raison à l'âge d'or de l'islam ou chez les penseurs rationalistes comme Muhammad 'Abduh, et de souligner la place du thème de la lumière dans le Coran (c'est le titre de la sourate XXIV, An-nur).

### Islam et raison
Ghaleb Bencheikh explique que cette formule a été créée parce que la tradition islamique est perçue, à tort, comme la négation de la raison. Pourtant, nombre de penseurs ont souligné combien le Coran est une invitation à la réflexion et à la recherche. Le philosophe Averroès, s'appuyant sur des versets comme « Que n'examinent-ils le royaume des cieux et de la terre ! » (VII, 185) en déduit : « Le Coran tout entier n'est qu'un appel à l'examen et à la réflexion ». De même, le philosophe et exégète Fakhr ad-Din Ar-Razi, loin de mépriser les sciences profanes, considère que la meilleure façon d'apprécier la sagesse du Créateur est de se livrer à l'étude de sa Création. La symbolique de la lumière est loin d'être étrangère à l'islam. Malek Chabel se réfère explicitement à la sourate XXIV, dont le verset 35 propose une parabole sur le thème de la lumière, interprétée par Ibn Arabi comme une exhortation à la connaissance.
La docteur en littérature Isabelle Safa rapproche le concept d'islam des Lumières de l'islam prôné au VIIe siècle dans la cité de Kairouan, dans l'actuelle Tunisie. Dans son article Kairouan, un islam des Lumières dans Les Cahiers de l'Orient, elle décrit l'islam de Kairouan comme un « islam éclairé » et « tolérant » qui constituait « un rempart contre les extrémismes ».
Le journaliste algérien Farid Lounis, pour le quotidien El Watan, qualifie d'islam des Lumières les pratiques religieuses des Mutazilites au VIIIe siècle, du philosophe médiéval andalou Averroès (1126-1198) et du philosophe algérien Mohammed Arkoun (1928-2010). Le médiéviste Omar Merzoung associe aussi le philosophe et médecin persan Avicenne (980-1037) à l'islam des Lumières. Ce dernier mêlerait culture musulmane et philosophie grecque,.
Cette notion d'islam des Lumières est assez proche de celle d' « islam de France » (ou « islam français », ou encore « islam francophone ») qui désignait aussi un islam adapté à la société française et aux principes de la république. Le terme d' « islam de France » est employé pour la première fois par Nicolas Sarkozy, alors ministre de l’Intérieur, lors de sa présence à l’ouverture du vingtième congrès de l’Union des organisations islamiques en France, tenu le 19 avril 2003. L'islam des Lumières est parfois vu comme une alternative, ou un prolongement, à cet « islam de France ». En 2005, président de la République, Nicolas Sarkozy reprend à son compte l'expression « islam des lumières » dans un discours à Constantine.
En 2020, à la suite de l'assassinat de Samuel Paty, le président de la République française Emmanuel Macron annonce sa croyance en un islam des Lumières. Cette idée se concrétise avec des modifications apportées au projet de loi confortant les principes républicains (anciennement appelé projet de loi contre le séparatisme), qui lutte essentiellement contre l'islam politique,,,,,,. Ce projet est présenté en Conseil des ministres le 9 décembre 2020,.
Début 2021, le Conseil français du culte musulman (CFCM) signe une charte des principes de l'islam, comme demandé par Emmanuel Macron en novembre 2020. Cette charte rejette entre autres l'islam politique et les ingérences étrangères. Pour le président français, c'est un pas vers l'islam des Lumières qu'il plaide. Il explique que cette charte « dit de façon claire que les principes de la foi musulmane sont complètement compatibles avec les principes de la République ». D'après Mohammed Moussaoui, président du CFCM, il a réaffirmé au chef de l'Etat sa « volonté de mettre en place le Conseil des imams dans les plus brefs délais pour pouvoir commencer le vrai travail : celui d’agréer les imams, clarifier leur statut, leur cadre de travail et leur mission, et protéger l’imamat des autoproclamés et des personnes non formées ». Selon la présidence, la charte affirme sans ambiguïté « la supériorité des principes de la République sur les principes religieux » et « ceux qui la refusent » n’auront droit à « aucun traitement de faveur »,.
Le 17 avril 2021, le journaliste algérien Farid Lounis publie un article sur le site du journal El Watan dans lequel il décrit l'islam des Lumières comme étant la forme sous laquelle l'islam va survivre à l'avenir. Il l'oppose à « l'islam des Ténèbres », l'islamisme, qui serait « en phase terminale ». L'islamologue Saïd Djabelkhir, spécialiste du soufisme et créateur d'un Cercle des Lumières (al-Anwar, en arabe) pour la pensée libre, cité dans l'article précédent, définit l'islam des Lumières comme « un islam qui ne sera pas en contradiction avec les valeurs humaines universelles ».
La Fondation de l'islam de France (FIF) a créé un site web intitulé Campus Lumières d'islam, avec pour devise la formule « Sapere aude », qui définit selon Emmanuel Kant l'esprit des Lumières.

## Avis critiques

### Islam artificiel
Selon Fouad Bahri, journaliste spécialisé sur la question de l'islam en France, cette notion d’« islam des Lumières » a un caractère artificiel : c'est un « islam sans islam ». D'après lui, cette démarche n'est pas religieuse, mais en réalité plus proche de la philosophie grecque et demeure le rêve laïque d’un islam bourgeois français. Cette tendance a pour lui un impact faible, pour ne pas dire inexistant auprès de la majorité des musulmans.
En juin 2023, le politiste et maître de conférences en science politique à Sciences Po Lyon Haoues Seniguer déclare que « vouloir décréter “un islam des Lumières” par le haut relève d’une lourde erreur de diagnostic ». Il dénonce notamment les propos d'Emmanuel Macron à ce sujet.
Alkram Belkaïd, l'islam des Lumières est un concept en construction, « dont le contenu reste à définir ».